# This Place Will Become Your Tomb
This Place Will Become Your Tomb (englisch Dieser Ort wird dein Grab werden) ist das zweite Studioalbum der britischen Rock-Band Sleep Token. Das Album erschien am 24. September 2021 über Spinefarm Records.

## Entstehung
Wie bereits das Debütalbum Sundowning wurde auch This Place Will Become Your Tomb von George Lever produziert. Die Aufnahmen fanden in dem Tonstudio G1 Productions in Wells, einer Kleinstadt in der Grafschaft Somerset statt. Sänger „Vessel“ spielte dabei noch sämtliche Gitarren und Keyboards ein und war darüber hinaus noch für die Perkussion zuständig, während „II“ das Schlagzeug einspielte. Produzent George Lever spielte den E-Bass ein und wirkte als Tontechniker. Sky van Hoff spielte die Synthesizer ein und mischte das Album.
This Place Will Become Your Tomb ist der zweite Teil einer Trilogie, die mit dem Debütalbum Sundowning begann und mit dem nachfolgenden Album Take Me Back to Eden endet. Laut einer Presseveröffentlichung würde das Album tiefer in das enigmatische Universum von Sleep Token eintauchen, Grenzen sprengen und Genres verwischen, während die Band ihren charakteristischen Sound beibehält.

## Veröffentlichung
Das Album wurde am 18. Juni 2021 angekündigt. Gleichzeitig wurde mit Alkaline die erste Single samt Musikvideo veröffentlicht. Darüber hinaus spielte die Band das Lied am selben Tag bei ihrem Auftritt im Rahmen des Download-Festivals. Die zweite Single The Love You Want folgte am 6. August 2021, während die dritte und letzte Single Fall for Me am 17. September 2021 erschien. Das Albumcover wurde von der britischen Agentur Nemesis Design entworfen.

## Titelliste
1. Atlantic – 4:53
2. Hypnosis – 5:35
3. Mine – 4:56
4. Like That – 3:34
5. The Love You Want – 4:23
6. Fall for Me – 2:26
7. Alkaline – 3:34
8. Distraction – 4:22
9. Descending – 4:38
10. Telomeres – 5:07
11. High Water – 5:13
12. Missing Limbs – 3:20

## Rezeption

### Rezensionen
Daniel Fella vom Onlinemagazin Distorted Sound schrieb, dass Sleep Token „ein weiteres Meisterwerk in ihrer Diskografie hätten“. This Place Will Become Your Tomb wäre „eine Reise, ein Sprung ins tiefe Wasser und eines dieser Alben, die dich dein Leben lang begleiten wird“. Der Hörer soll das Album „aufsaugen und genießen“, weil Musik „nicht besser werden kann als hier“. Fella vergab zehn von zehn Punkten. Laut Erik Tillmanns vom deutschen Magazin Metal.de würden Sleep Token „beweisen, wie viel Kraft und Härte in musikalischer Ästhetik stecken kann“. Die Band würde „mit Gefühlen spielen wie keine zweite“. Auf dem Album gibt es „einfach zu viel zu entdecken“ und „konzeptionell haben die Briten einiges zu bieten“. Tillmanns vergab acht von zehn Punkten. Kritischer zeigte sich James McKinnon vom britischen Magazin Kerrang. Zwar verfüge das Album über „unwiderstehliche Songs, mit denen man sich identifizieren kann“, jedoch könne der Rest des Albums „nicht mit dem Level der Inspiration mithalten“. Wenn „die Planeten sich mal in der richtigen Konstellation befinden“, liefern Sleep Token „fesselnde Resultate, die herausfordern, wie Rockmusik in 2021 klingen und aussehen kann“. McKinnon vergab sechs von zehn Punkten.

### Bestenlisten
| Publikation | Liste                                   | Werk                             | Platz |
| ----------- | --------------------------------------- | -------------------------------- | ----- |
| Kerrang     | The 50 best albums of 2021              | This Place Will Become Your Tomb | 48    |
| Loudwire    | The 45 Best Rock + Metal Albums of 2021 | This Place Will Become Your Tomb | 12    |

### Charts und Chartplatzierungen
This Place Will Become Your Tomb erreichte nach seiner Erstveröffentlichung Platz 72 der deutschen Albumcharts. Die Höchstplatzierung mit Rang 37 erreichte das Album erst im Oktober 2023.
| ChartsChartplatzierungen     | Höchstplatzierung | Wochen |
| ---------------------------- | ----------------- | ------ |
| Deutschland (GfK)            | 37 (2 Wo.)        | 2      |
| Vereinigtes Königreich (OCC) | 39 (1 Wo.)        | 1      |